# Langues misumalpanes
 (octobre 2015).
Les langues misumalpanes sont une famille de langues amérindiennes parlées en Amérique centrale, au Nicaragua et au Honduras. L'adjectif « misumalpanes » a été imaginé par John Alden Mason en fusionnant le nom des trois membres de cette famille : miskito, sumu et matagalpa.

## Reconnaissance
Les langues misumalpanes ont été pour la première fois reconnues en tant que telles par Walter Lehmann en 1920. 

## Classification

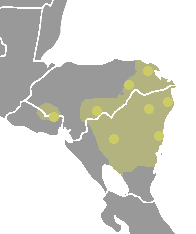
Distribution des langues misumalpanes en Amérique centrale

Les langues misumalpanes sont considérées comme n'étant pas génétiquement reliées à d'autres familles de langues amérindiennes.

## Classification interne
La famille misumalpane se compose de trois groupes :
- miskito
- sumu (en)
  - ulwa
  - mayangna
- langue matagalpanes
  - cacaopera, éteinte, elle était parlée dans le  Morazán (Salvador)
  - matagalpa, elle aussi éteinte, elle était parlée dans les régions montagneuses du centre du Nicaragua et dans l'El Paraíso.

Tandis que les langues matagalpanes sont toutes éteintes, le miskito et le sumu sont encore parlées par 200 000 personnes.
Le miskito fut la langue dominante de la côte des Mosquitos durant le XVIIe siècle, à la suite de l'alliance avec l'Empire Britannique. Il continue d'être parlé, avec le sumu. Il est cependant moins parlé que le créole anglais du sud-est. Le miskito tend même à disparaître tout comme le sumu. Les langues matagalpanes sont depuis longtemps éteintes, et très peu documentées.
Toutes les langues misumalpanes ont la même phonologie, excepté la phonotactique. Les consonnes sont : p, b, d, t, k, h, s, w et y. Il y a aussi les versions voisée et sourde de m, n, ng, l et r. Les voyelles a, i et u possèdent une version courte et une version longue.